# Шохин, Андрей Станиславович
Андре́й Станисла́вович Шо́хин (род. 5 октября 1961, Владимир) — бывший глава города Владимира. С 20 сентября 2022 года сенатор Российской Федерации — представитель исполнительной власти Владимирской области в Совете Федерации. Вошёл в Комитет по федеративному устройству, региональной политике, местному самоуправлению и делам Севера. С 25 сентября 2024 года переведён в Комитет Совета Федерации по экономической политике (пункт 4 Постановления Совета Федерации от 25 сентября 2024 года, № 391-СФ).
Из-за вторжения России на Украину, находится под международными санкциями всех стран Евросоюза и Швейцарии

## Биография
Учился в школе № 15 г. Владимира. С 1984 года, окончив Владимирский педагогический институт имени П. И. Лебедева-Полянского по специальности «учитель математики и физики», работал учителем физики в школе рабочей молодёжи № 10, в 1985—1989 — учителем математики в школе-интернате № 4 города Владимир.
В 1989—2005 годы занимал руководящие должности в коммерческих структурах.
В 2002 году избран депутатом Совета народных депутатов XXIV созыва, был председателем комитета по экономической и промышленной политике, имущественному комплексу, развитию предпринимательства и потребительского рынка, впоследствии стал заместителем председателя Совета на неосвобождённой основе. Был заместителем председателя регионального отделения партии «Союз правых сил», руководил Владимирским городским отделением партии.
В 2002 году избран депутатом владимирского городского Совета народных депутатов XXIV созыва, был председателем комитета по экономической и промышленной политике, имущественному комплексу, развитию предпринимательства и потребительского рынка, впоследствии стал заместителем председателя Совета.
С 6 июня 2005 по 2010 годы — заместитель главы города Владимира, начальник управления муниципальным имуществом администрации города. 29 апреля 2006 года был избран членом политического совета регионального отделения партии «Единая Россия».
В 2006 году окончил Владимирский государственный университет по специальности «Экономика и управление на предприятиях городского хозяйства».
С мая 2010 по март 2011 года — директор по развитию ОАО «Научно-исследовательский проектно-конструкторский и технологический институт электромашиностроения»; одновременно — советник председателя областного Законодательного собрания Владимира Киселева.
С марта — и. о. главы администрации; с 28 апреля 2011 года — глава администрации города Владимира. Сразу определил главное направление административной реформы — сокращение подразделений и, соответственно, чиновников. К числу его успехов в 2011 году относили победу над «тринадцатыми квитанциями», сохранение Дома офицеров как муниципального учреждения культуры, отказ от финансирования профессиональных спортивных команд (ХК «Владимир» и ФК «Торпедо»). Был (по 2016) секретарём Политсовета Владимирского городского отделения партии «Единая Россия»; является первым заместителем Секретаря Регионального политического совета Владимирского регионального отделения партии, президентом регионального общественного фонда поддержки партии.
В 2017 году вошёл в топ-20 самых эффективных градоначальников региональных столиц.
Одновременно с марта 2010 года — президент Владимирской областной федерации греко-римской борьбы (избран по предложению Заслуженного тренера России Н. Магомедова).
17 сентября 2022 года был направлен губернатором Владимирской области Александром Авдеевым в Совет Федерации в качестве представителя региона в верхней палате парламента. В связи с этим 20 сентября 2022 года сложил с себя полномочия главы администрации города Владимира.
Награждён медалью ордена «За заслуги перед Отечеством» II степени, а также орденом Русской Православной Церкви преподобного Серафима Саровского III степени.

### Семья
Женат; двое детей.

## Санкции
16 декабря 2022 года, на фоне вторжения России на Украину, включён в санкционный список Евросоюза, так как «поддерживал и реализовывал действия и политику, которые подрывают территориальную целостность, суверенитет и независимость Украины и ещё больше дестабилизируют Украину».
Позже к санкциям присоединилась Швейцария